# Nicolas Andermatt
Nicolas Andermatt (* 6. November 1995 in Baar) ist ein Schweizer Fussballspieler. Er wird als zentraler Mittelfeldspieler eingesetzt.

## Karriere

### Verein
Aus der Jugend des SC Kriens kommend wechselte er zum FC Zürich und spielte dort bis 2014 in mehreren U-Mannschaften. In U-21 bekam er drei kurze Einsätze in der Promotion League. Der erste war am 2. November 2013 auswärts gegen den FC Köniz. Im April 2014 wurde er noch einmal für ein paar Monate an den FC Zug 94 ausgeliehen, zu dem er im Sommer dann auch fest wechseln sollte.
Im Juli des nächsten Jahres wechselte er erstmals nach Deutschland zur zweiten Mannschaft des TSV 1860 München, für die er in der Regionalliga Bayern Saison 2015/16 in 33 Spielen zum Einsatz kam. Zur nächsten Saison wechselte er ligaintern zum SV Wacker Burghausen. Bekam dort aber insgesamt nur 18 Einsätze in der Liga. Aus persönlichen Gründen ging es Anfang 2017 für ihn dann wieder zurück nach München und er spielte dort noch neun Mal für die zweite Mannschaft in der Regionalliga. Durch den Zwangsabstieg der ersten Mannschaft bis hinunter in die Regionalliga kam er dann an auch in der ersten Mannschaft der Löwen zum Einsatz. In der Saison 2017/18 kam er dort auf insgesamt 19 Einsätze, an deren Ende er mit der Mannschaft aufsteigen sollte. Im Oktober 2017 zog er sich im Spiel gegen den FC Bayern München II einen Bruch im Schultergelenk zu und konnte erst im nächsten März wieder eingesetzt werden. Sein Vertrag wurde nach dem Aufstieg allerdings nicht mehr verlängert und somit wurde er nach dieser Saison vereinslos. In der Zwischenzeit hielt er sich bei zwei Vereinen in der Schweiz fit und spielte dort in ein paar Freundschaftsspielen.
Anfang Januar 2019 ging er bis zum Ende der Saison 2018/19 zurück in die Regionalliga Bayern, dieses Mal aber zum 1. FC Schweinfurt 05. Dort spielte er in der Rückrunde noch 12-mal mit und konnte sogar ein Tor erzielen. Nach dieser Saison wechselte er mit einem Vertrag bis 2021 zum SV Meppen und wurde am 31. Juli 2019 gegen den Chemnitzer FC zum ersten Mal in einem Spiel der 3. Liga eingewechselt. Er verliess den Verein im Sommer 2021 und wechselte zur SpVgg Bayreuth. Mit den Oberfranken wurde er 2022 Meister der Regionalliga Bayern, stieg in die 3. Liga auf und verlängerte seinen auf ein Jahr befristeten Vertrag. Nach dem direkten Wiederabstieg verliess er den Klub nach der Saison 2022/23.
Nach mehreren Monaten ohne Klub wechselte er dann im Oktober 2023 zum österreichischen Zweitligisten SKU Amstetten. Nach vier Einsätzen für den SKU in der 2. Liga löste er seinen Vertrag im Dezember 2023 schon wieder auf.
Im Juli kehrte er zur SpVgg Bayreuth zurück.

### Nationalmannschaft
Am 17. April 2013 wurde er in einem U-18-Freundschaftsspiel gegen Slowenien in der 61. Minute für Samuele Campo eingewechselt.

## Privat
Andermatt ist der Sohn von Martin Andermatt und der Bruder von Yves Andermatt.

## Erfolge
TSV 1860 München
- Meister der Regionalliga Bayern und Aufstieg in die 3. Liga: 2017/18

SV Meppen
- Niedersachsenpokal-Sieger: 2020/21

SpVgg Bayreuth
- Meister der Regionalliga Bayern und Aufstieg in die 3. Liga: 2021/22